# Loganair

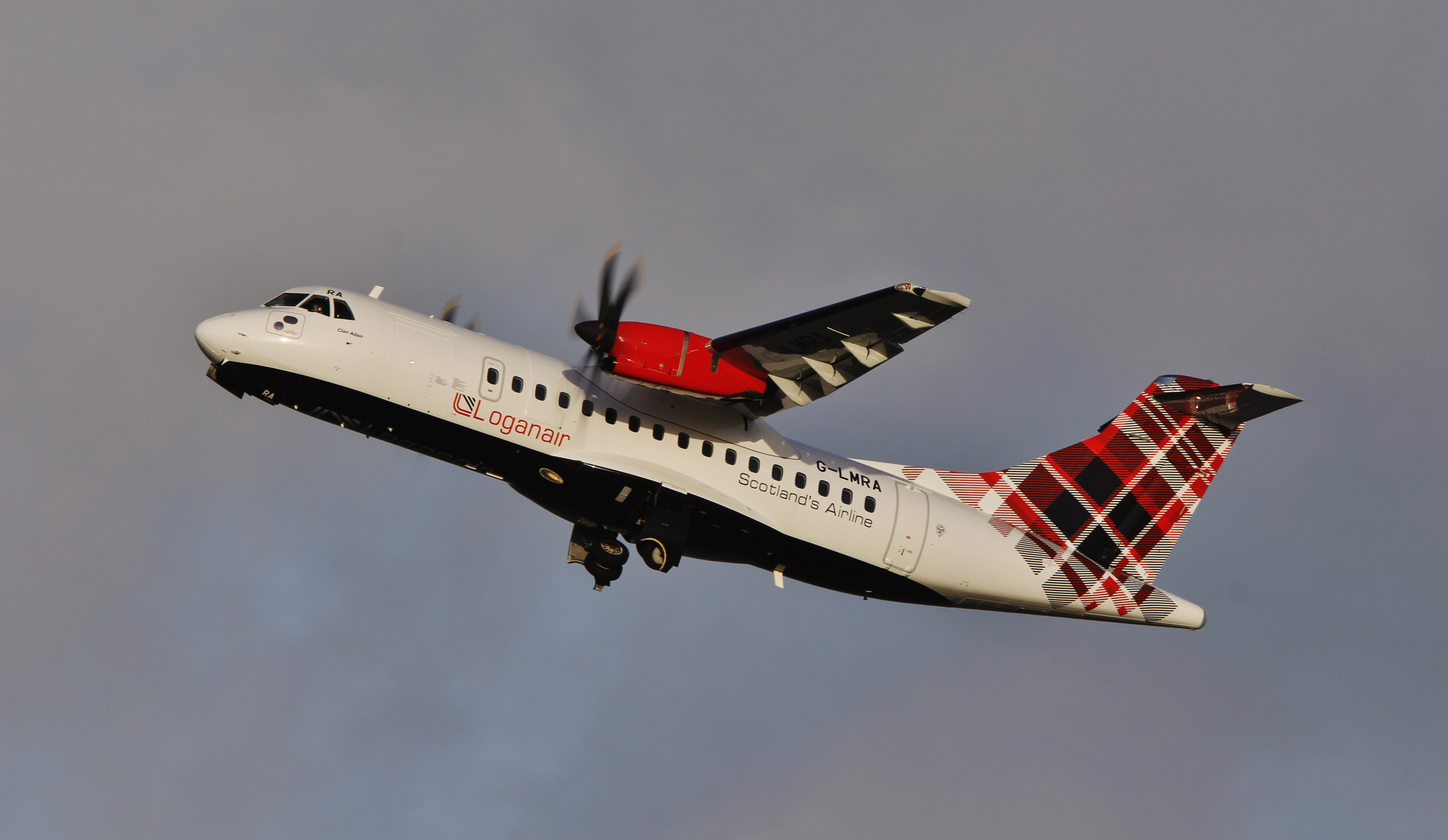
Een ATR 42-500 tijdens opstijgen

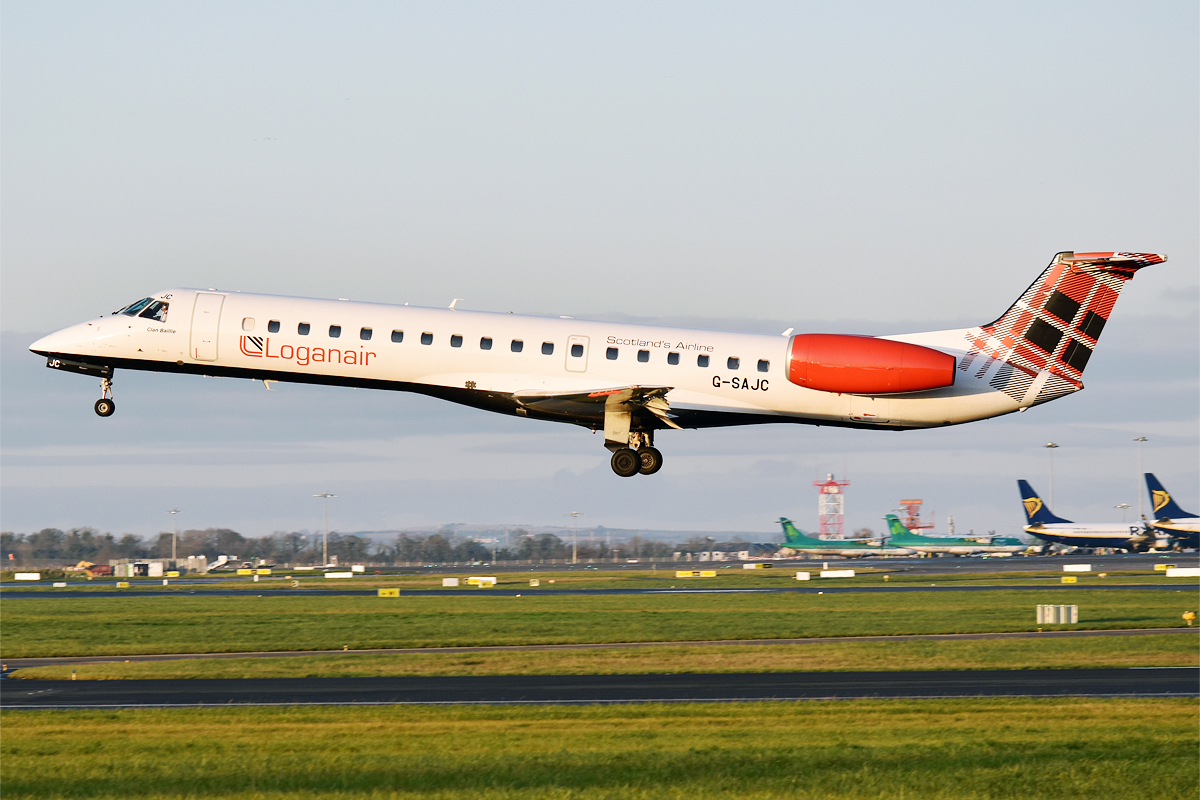
Loganair Embraer ERJ 145EP op Dublin Airport in 2019

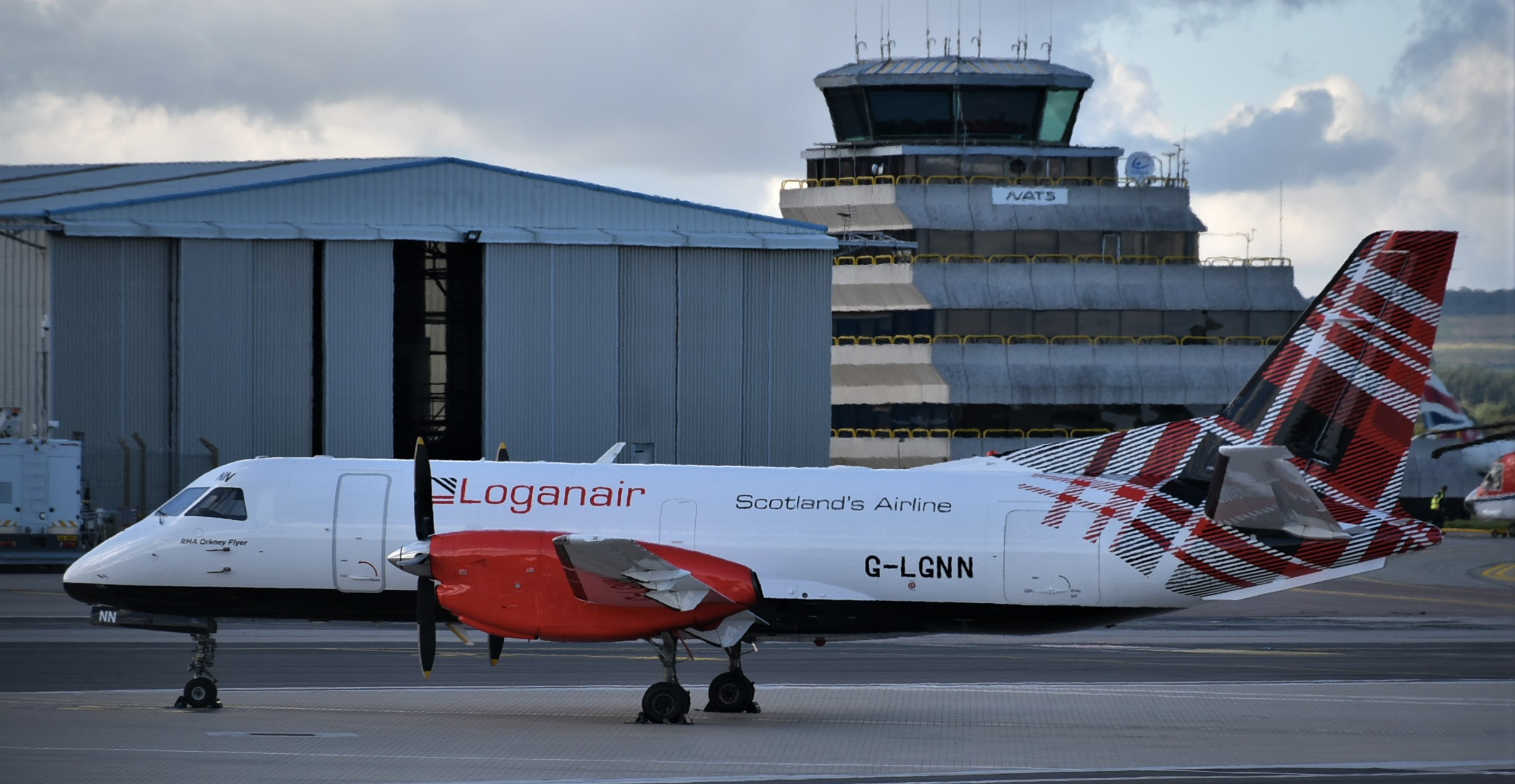
Een Saab 340BF cargotoestel op Aberdeen Airport

Loganair is een Schotse regionale luchtvaartmaatschappij met als thuishaven Glasgow International Airport. Zij biedt een reeks reguliere vluchten naar een netwerk dat 52 bestemmingen telt, merendeels binnenlands, naast vluchten naar Noorwegen, Denemarken en Ierland. Zij heeft hubs op Aberdeen Airport, Edinburgh Airport, Inverness Airport, Isle of Man Airport, Newcastle Airport en Teesside Airport. Ook vanuit Exeter International Airport worden meerdere bestemmingen bereikt. Loganair is zowel in passagiersaantallen als vloot de grootste Britse regionale luchtvaartmaatschappij.
De maatschappij vliegt op 39 bestemmingen in het Verenigd Koninkrijk, zowel in Schotland, als in Engeland, Wales, Noord-Ierland, het eiland Man en de Kanaaleilanden. Internationaal worden Dublin en Donegal in Ierland, Esbjerg in Denemarken en tien luchthavens in Noorwegen aangevlogen. Bij de bestemmingen op de Orkneyeilanden waar een uitgebreid netwerk van bestemmingen wordt bediend, worden met specifieke vliegtuigen zelfs landingspistes op gras en zand bereikt.

## Code Data
- IATA Code: LM
- ICAO Code: LOG
- Roepletters: LOGAN

## Geschiedenis
Loganair werd in 1962 opgericht door Duncan Logan als een luchttaxibedrijf om werknemers naar de bouwplaatsen van Duncan Logan Construction Ltd. te vervoeren. Na zijn dood in 1966 werd het bedrijf uitgebreid door zijn opvolgers tot een reguliere luchtvaartmaatschappij. Het doel was om kleinere Schotse steden en de Schotse kusteilanden met Glasgow te verbinden, zo initieel vanaf 1967 de Orkneyeilanden, in 1968 aangevuld met de Binnen-Hebriden en een jaar later in 1969 ook de Shetlandeilanden.
In 1983 kocht de British Midland Bank 75 procent van de aandelen en droeg het management aan British Midland Airways over.
In 1994 tekenden Loganair en British Airways een codeshare-overeenkomst. Sinds dat jaar werden ook bestemmingen bediend in de kleuren van BA. Inmiddels is het bedrijf teruggekocht door drie managers en is het weer onafhankelijk. De franchiseovereenkomstmet British Airways liep af in oktober 2008, maar een codeshare-overeenkomst bleef behouden. Begin 2008 werd een franchiseovereenkomst gesloten met Flybe. Loganair vloog van toen vele verbindingen tussen Schotland en Engeland in hun kleuren. In juli 2011 nam Loganair Scottish Suckling Airways over.
Sinds 2015 is Loganair eigendom van de Airline Investment Holding van de broers Peter en Stephen Bond, die dat jaar ook eigenaar werden van Flybmi.
De franchiseovereenkomst met Flybe eindigde op 31 augustus 2017. Loganair vliegt sinds 1 september 2017 terug onder eigen naam. In februari 2019 na de stopzetting van activiteiten van Flybmi nam Loganair een deel van hun netwerk over.  Dat herhaalde zich in maart 2020 toen Flybe de boeken neerlegde en Loganair de vluchten met Schotse luchthavens (of van en naar Newcastle) van deze laatste overnam.

## Luchtvloot
De luchtvloot van Loganair bestaat uit 41 toestellen (waarvan er wel 7 gestald staan) (augustus 2021):
- 2 ATR 72-600 (70 plaatsen)
- 1 ATR 42-600 (48 plaatsen)
- 4 ATR 42-500 (48 plaatsen)
- 13 Embraer ERJ 145 (49 plaatsen)
- 2 Embraer ERJ 135 (37 plaatsen)
- 9 Saab 340B (34 plaatsen)
- 1 de Havilland Canada DHC-6-310 Twin Otter (19 plaatsen)
- 2 Viking Air DHC-6-400 Twin Otter (19 plaatsen) (toestellen gebruikt door Schotse regering)
- 2 Britten-Norman BN2 Islander (8 plaatsen)

Cargo vloot
- 1 ATR 72-500F
- 2 Saab 340AF
- 2 Saab 340BF